# 吉格斯 (內華達州)
吉格斯（英語：Jiggs）是位於美國內華達州埃爾科縣的非建制地區。

## 歷史
吉格斯的郵局於1918年設立，其後於1980年停運。

## 地理
吉格斯所處的海拔為高於海平面1672米（即5486英呎），而該地所採用的時區為UTC-8，即太平洋时区（PST）。同時該地設有夏令時間，為UTC-8調快一小時，即UTC-7（PDT）。